# Cercospora meliloti
Cercospora meliloti Oudem. – gatunek grzybów z klasy Dothideomycetes. Wywołuje plamistość liści u gatunków roślin z rodzaju nostrzyk (Melilotus).

## Systematyka i nazewnictwo
Pozycja w klasyfikacji według Index Fungorum: Cercospora, Mycosphaerellaceae, Capnodiales, Dothideomycetidae, Dothideomycetes, Pezizomycotina, Ascomycota, Fungi.
Po raz pierwszy opisał go w 1886 r. Cornelius Anton Jan Abraham Oudemans. Według Index Fungorum jest to gatunek wątpliwy. Epitet gatunkowy pochodzi od łacińskiej nazwy rośliny nostrzyk (Melilotus).
Znana jest tylko anamorfa. Jeżeli występuje teleomorfa, to należy do rodzaju Mycosphaerella.